# Pailin (provinshuvudstad)
Pailin är en provinshuvudstad och distrikt i Kambodja.   Den ligger i provinsen Pailin, i den västra delen av landet, 290 km nordväst om huvudstaden Phnom Penh. Pailin ligger 201 meter över havet och antalet invånare är 17 850.
Terrängen runt Pailin är kuperad söderut, men norrut är den platt. Runt Pailin är det ganska tätbefolkat, med 72 invånare per kvadratkilometer. Det finns inga andra samhällen i närheten. I omgivningarna runt Pailin växer i huvudsak städsegrön lövskog.